# Rinaldo Melucci
Rinaldo Melucci (Taranto, 26 gennaio 1977) è un politico italiano, sindaco di Taranto dal 2017 al 2021 e nuovamente dal 2022 al 2025.

## Biografia
Appartenente ad una storica famiglia di imprenditori portuali tarantina, si forma per lunghi anni nell'ambiente scout cattolico e compie le prime esperienze all'estero da allievo ufficiale della Marina Militare Italiana.
Dopo la maturità scientifica presso il liceo statale "G. Ferraris" di Taranto, in qualità di shipbroker iscritto alla Camera di Commercio di Taranto, lavora nell'agenzia marittima di famiglia e collabora ad importanti realtà dello shopping italiane ed europee. Frequenta il corso di laurea in scienze politiche con indirizzo economico-internazionale presso l'Università degli Studi di Bari.

### Attività politica
All'inizio del 2017 inizia la propria esperienza politica nel Partito Democratico candidandosi a sindaco di Taranto sostenuto da una coalizione di centro-sinistra, vincendo al ballottaggio del 25 giugno con il 50,91% dei voti battendo la candidata di centro-destra Stefania Baldassari.
Nell'ottobre del 2018 viene candidato dal centro-sinistra alla carica di Presidente della Provincia di Taranto ma viene sconfitto dallo sfidante di centro-destra Giovanni Gugliotti. Venendo meno al sostegno elettorale alcune forze di maggioranza, Melucci rassegna le dimissioni da sindaco il 1º novembre successivo, salvo poi ritirarle il 20 novembre dopo che il consiglio comunale era riuscito a trovare un numero adeguato di consiglieri che avrebbero rinsaldato la maggioranza.
Sotto il suo mandato viene predisposto il piano locale per la transizione giusta denominato Ecosistema Taranto e la città di Taranto aderisce al Green City Accord dell'Unione Europea, raggiungendo la finale per la capitale italiana della cultura per il 2022. Viene inoltre designata durante il suo mandato come città per ospitare i Giochi del Mediterraneo del 2026, inoltre, vara la Biennale del Mediterraneo di architettura e arte contemporanea che si dota della rete BRT elettrica (Bus Rapid Transit) più estesa di Italia.
Nel febbraio del 2020 emette la prima ordinanza in assoluto di fermo dell'area a caldo dello stabilimento siderurgico di Taranto.
Il 16 novembre 2021 17 consiglieri comunali presentano dimissioni irrevocabili, causando la caduta del consiglio e la decadenza di Melucci.
Il 7 dicembre 2021 il presidente della Regione Puglia Michele Emiliano lo delega formalmente quale suo consigliere per il coordinamento dei grandi progetti connessi alla transizione economica, ecologica ed energetica di Taranto, inclusi quelli riferibili al masterplan dei XX Giochi del Mediterraneo.
È ricandidato a sindaco di Taranto per il centro-sinistra in occasione delle elezioni amministrative del 2022, sostenuto dal PD, dal Movimento 5 Stelle, dai verdi e da liste di sinistra. Viene riconfermato sindaco al primo turno con il 60,6% dei voti, battendo il candidato di centro-destra Walter Musillo.
Nell'ottobre 2023 lascia il Partito Democratico per aderire a dicembre ad Italia Viva creando subbuglio all’interno della sua coalizione. Tuttavia dopo pochi giorni, dopo aver azzerato la giunta per la terza volta, si auto sospende da Italia Viva dopo la minaccia dei partiti di centro-sinistra di non votare il bilancio di previsione; quindi 4 dei 6 consiglieri che avevano aderito al partito di Matteo Renzi sono tornati nelle civiche in cui erano stati eletti.
Il 21 febbraio 2025 17 consiglieri comunali hanno rassegnato le dimissioni contestuali, determinando lo scioglimento anticipato del Consiglio Comunale e la decadenza dell’amministrazione Melucci, analogamente a quanto era accaduto nel corso del suo primo mandato. A seguito della caduta dell'amministrazione il prefetto di Taranto, Paola Dessì, ha sospeso il Consiglio Comunale e nominato Giuliana Perrotta come commissario straordinario fino alle successive elezioni.